# Campodorus perspicuus
Campodorus perspicuus là một loài tò vò trong họ Ichneumonidae.